# Recuperación de datos
En informática, la recuperación de datos es el conjunto de técnicas y procedimientos utilizados para acceder y extraer la información almacenada en medios de almacenamiento digital que por daño o avería no pueden ser accesibles de manera usual.
Los procedimientos de recuperación de datos pueden ser utilizados para recuperar información de diversos tipos de medios como discos duros, memorias USB, servidores, cámaras digitales, CD, DVD, entre otros.
La recuperación de datos es necesaria por distintos motivos, como por ejemplo daños físicos en el medio de almacenamiento (averías electrónicas, averías mecánicas, golpes, incendios, inundaciones, etc.) o averías lógicas (daños en el sistema de archivos, daño en las particiones, archivos eliminados, formateos accidentales, etc..).
Es importante tener en cuenta que el proceso de recuperación de datos puede variar dependiendo del tipo de medio de almacenamiento y la naturaleza del daño. Además, no siempre es posible recuperar todos los datos perdidos o dañados, especialmente si el daño es muy grave.

## Escenarios de la recuperación de datos
El escenario más común de "recuperación de datos" involucra una falla en el sistema operativo (típicamente de un solo disco, una sola partición, un solo sistema operativo), en este caso el objetivo es simplemente copiar todos los archivos requeridos en otro disco. Esto se puede conseguir fácilmente con un Live CD, la mayoría de los cuales provéen un medio para acceder al sistema de archivos, obtener una copia de respaldo de los discos o dispositivos removibles, y luego mover los archivos desde el disco hacia el respaldo con un administrador de archivos o un programa para creación de discos ópticos. Estos casos pueden ser mitigados realizando particiones del disco y continuamente almacenando los archivos de información importante (o copias de ellos) en una partición diferente del de la de los archivos de sistema en el sistema operativo, los cuales son reemplazables.

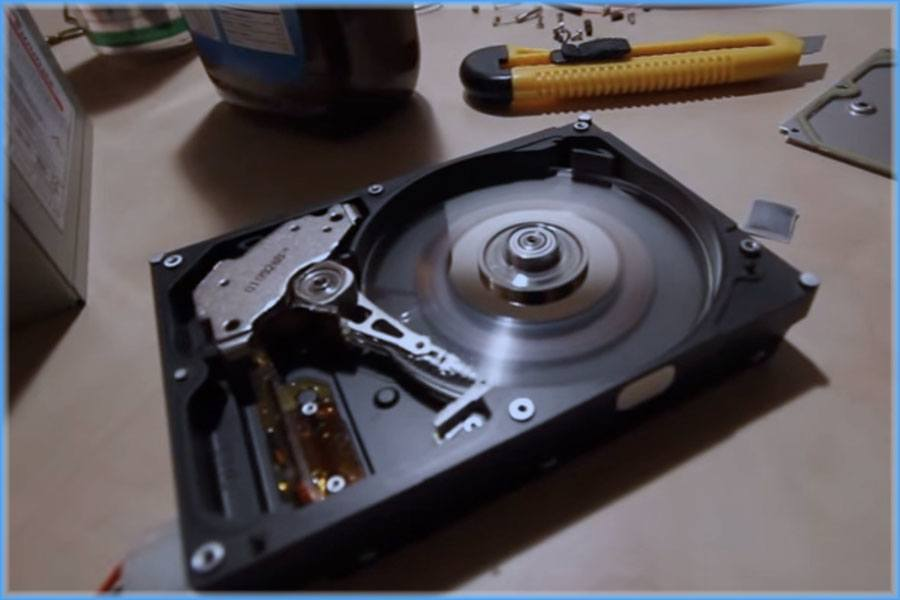
Podemos recuperar datos de un disco duro dañado

Otro escenario involucra una falla a nivel de disco, tal como un sistema de archivos o partición de disco que esté comprometido, o una falla en el disco duro. En cualquiera de estos casos, los datos no pueden ser fácilmente leídos. Dependiendo de la situación, las soluciones pueden estar entre reparar el sistema de archivos, la tabla de particiones o el registro maestro de cargado (MBR), o técnicas de recuperación del disco duro que van desde la recuperación basada en software de los datos corruptos al reemplazo del hardware de un disco dañado físicamente. Si la recuperación del disco duro es necesaria, el disco de por sí típicamente ha fallado de manera permanente, y el propósito en vez de una recuperación de una sola vez, es el de rescatar cualquier dato que pueda ser leído.
En un tercer escenario, los archivos han sido "borrados" de un medio de almacenamiento. Típicamente los archivos borrados no son realmente eliminados de inmediato; en vez de ello, las referencias a ellos en la estructura de directorios ha sido removida, y el espacio que estos ocupan se hace disponible para su posterior sobre-escritura. En el transcurso de esto, el archivo original puede ser recuperado. Aunque hay cierta confusión acerca del término, la "recuperación de datos" puede también ser usada en el contexto de aplicaciones de informática forense o de espionaje.

## Tipos de fallo en el disco duro
Es recomendable realizar copias de seguridad periódicas para resguardar su información, pues siempre existe la posibilidad de que el disco duro falle, que ocurra un accidente y se golpee, que sea manipulado de una manera inadecuada, que sufra algún formateo, entre otros problemas. 
Si alguno de estos escenarios sucede, lo primero que debe hacer es quitar la unidad/dispositivo y no tocarlo más. Existen muchos programas en línea que ofrecen recuperar la información, pero que al ser utilizados solo entregan archivos corruptos e inaccesibles. Para evitar este tipo de daños que dificultan la recuperación hasta un 70%, es mejor acudir ante profesionales que cuenten con herramientas especializadas. 
Si un disco duro se encuentra averiado, primero debemos identificar qué tipo de fallo ha ocurrido y así definir de qué manera se procederá con la recuperación.
Existen tres tipos de fallos en un disco duro:
- Fallo físico: puede ocurrir por golpes o mala manipulación. (Método de recuperación de datos por sala limpia)
- Fallo electrónico: puede ocurrir por fallo energético (Método de recuperación de datos por sala limpia)
- Fallo por software: es ocasionado por defectos en sectores del disco duro. (Método de recuperación de datos por software)

Ante cualquiera de estos casos lo más probable es que podamos recuperar la información, pero no seguir usando dicha unidad de almacenamiento, aunque la unidad de almacenamiento en algunos casos pueda seguir funcionando, no es recomendable utilizarla, evidentemente ya que hemos tenido fallos previos en la unidad.